# Suprema Cort de Justícia de Mèxic

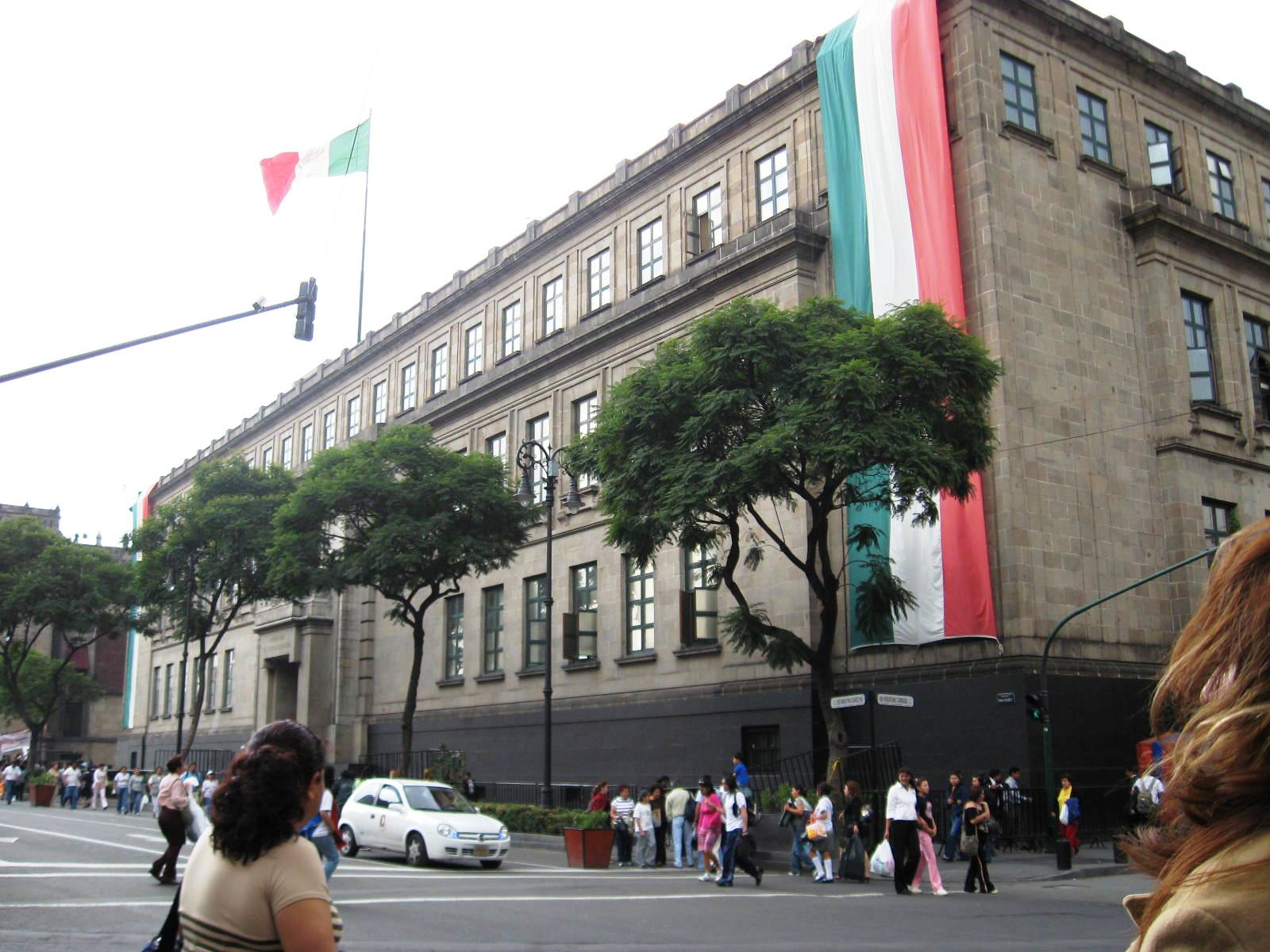
Seu de la Cort Suprema de la Nació

La Suprema Cort de Justícia de la Nació (Suprema Corte de Justicia de la Nación, en castellà) és la cort federal més alta de Mèxic. Està integrada pel president de la Suprema Cort (o Cap de Justícia) i deu ministres més (jutges associats) designats pel president de la República i confirmats pel Senat. Els ministres de la Suprema Cort de Justícia de la Nació són designats per un període únic de quinze anys. Els ministres mateixos n'elegeixen llur president, per un mandat de quatre anys, que no pot ser reelegit pel següent període immediat.
La Suprema Cort de Justícia ha de defendre l'ordre establert per la Constitució Política dels Estats Units Mexicans, mantenir l'equilibri entre els diversos poders i òrgans de govern, i solucionar, de manera definitiva, els afers judicials de gran rellevància social mitjançant les resolucions jurisdiccionals que dictamini. Ja que és el tribunal més alt i principal quant als temes constitucionals, no existeix cap altre òrgan ni autoritat sobre ella, ni cap recurs judicial que pugui interposar-se contra de les seves decisions.